# Красное Раменье (Бологовский район)
Красное Раменье — деревня в Бологовском районе Тверской области, входит в состав Кафтинского сельского поселения.

## География
Деревня находится в северной части Тверской области на расстоянии приблизительно 21 км на северо-восток по прямой от районного центра города Бологое.

## История
Известна с 1495 года, тогда она входила во владения Кириллова монастыря в Новгороде. В 1909 году здесь было 49 жилых домов. В ней имелись часовня, школа и хлебозапасный магазин. В советское время работали колхоз «Красное Раменье» и совхоз «Тимково». В 1992 году отмечено было 6 домов.

## Население
Численность населения: 299 человек (1909 год), 7 (1992), 4 (русские 100%) в 2002 году, 1 в 2010.